# 布倫特十字
布倫特十字（Brent Cross）是北倫敦的一個地區，屬於巴尼特區。布倫特十字以其的購物中心而著稱。布倫特十字購物中心開業於1976年，是英國第一個設立於市中心以外的購物中心，現時亦是英國同類購物中心中規模第三大的。
布倫特十字原本是當地一處路口的名稱，現時該路口已發展成一個大型道路交匯處。

## 歷史
1920至1930年代，東西向的A406北環路及南北向的A41亨頓道相繼落成。1923年，倫敦地鐵北線埃奇韋爾支線延伸至此，並設有布倫特十字站。北線於布倫特十字以一道鐵路橋跨越布倫特河。
1944年時，布倫特十字是A406北環路以北、A41亨頓道以西地區的名稱。1935至1972年，座落於布倫敦十字的亨頓賽狗場曾持續舉辦格雷伊獵犬賽事。賽狗場於1972年6月30日關閉後，原址部分被用作興建M1高速公路的連接路，其餘部分則發展成布倫特十字購物中心。
1976年購物中心落成後，布倫特十字亦成為北環路以南一帶地區的名稱。
面積達8,700平方米的布倫特南購物園於2004年落成，購物園內有10間零售商店，包括DFS和Sports Direct。

## 相片

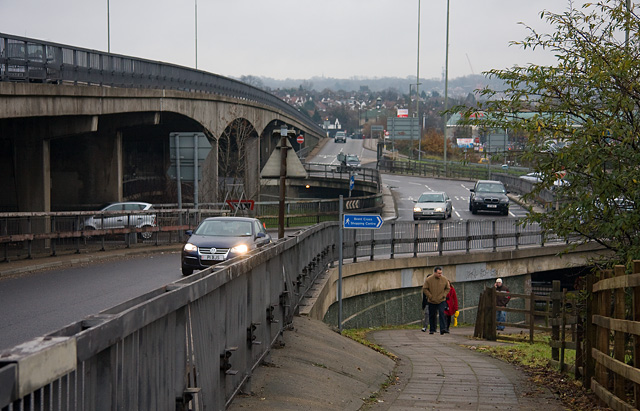
布倫特十字天橋，設有A41和A406路的交匯處
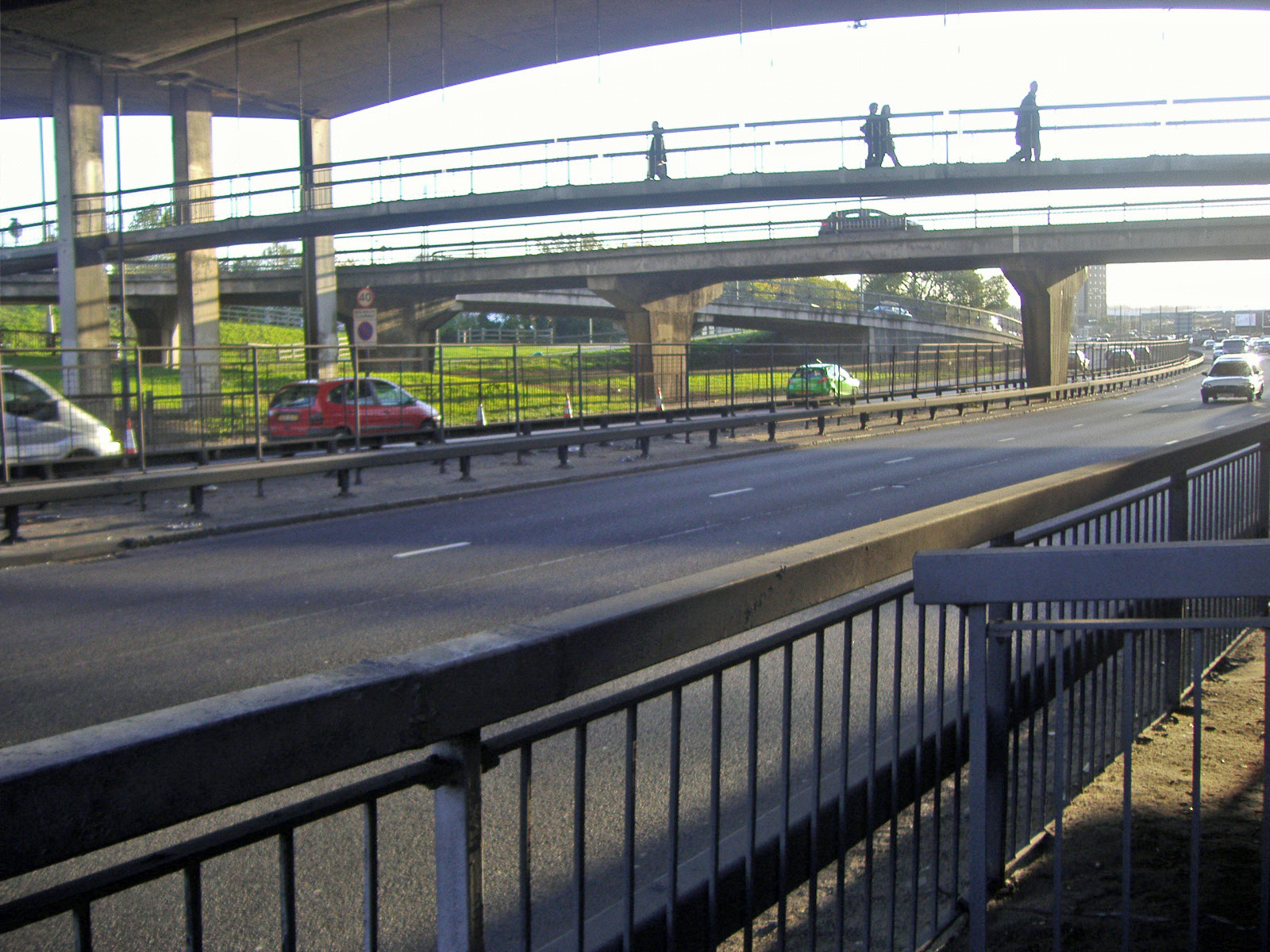
布倫特十字橋底道路和行人天橋
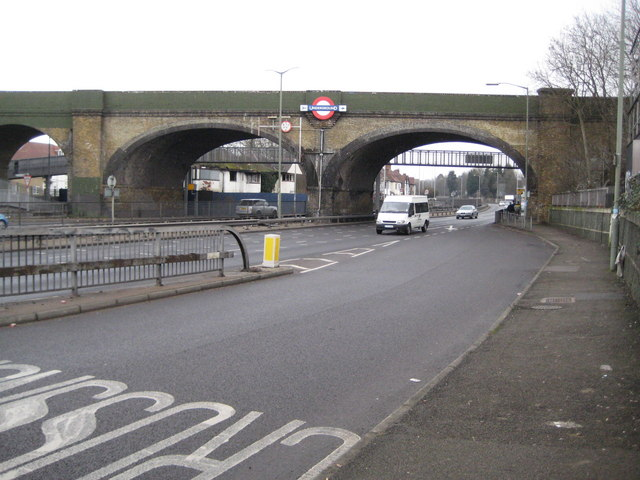
位於交匯處東側、橫跨倫敦北環路的倫敦地鐵北線鐵路橋
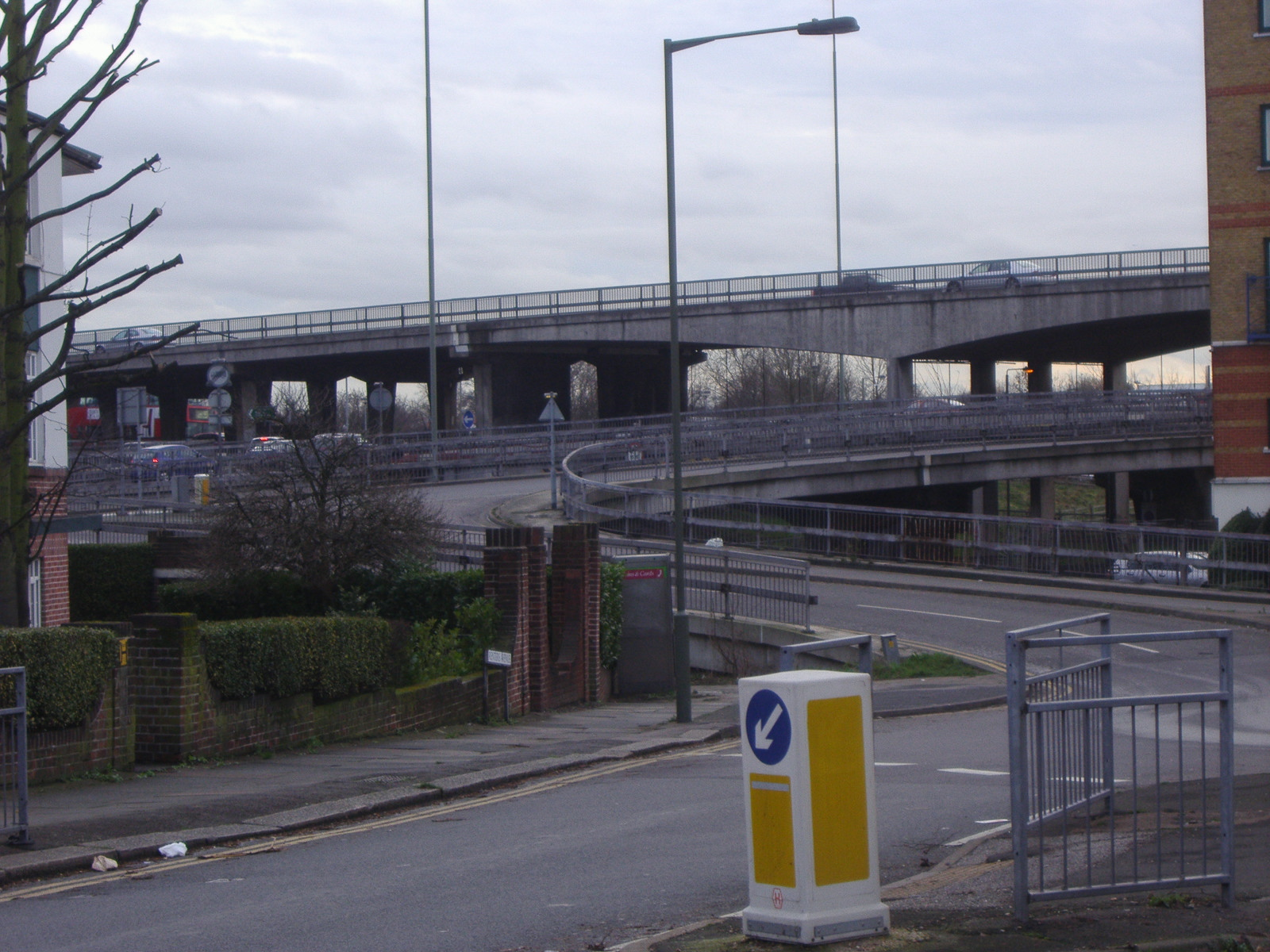
A41路於布倫特十字上跨A406路
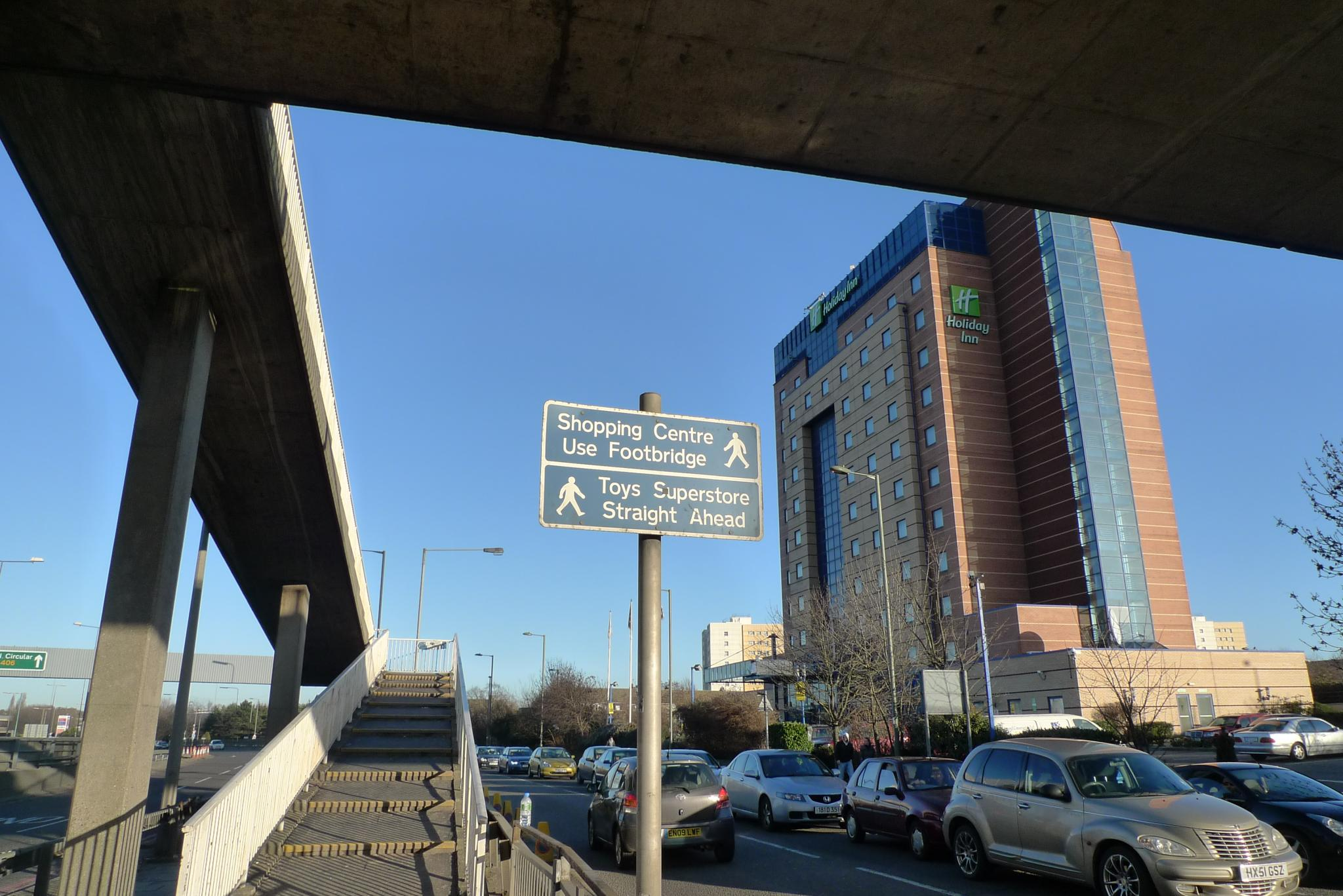
位於布倫特十字的假日酒店
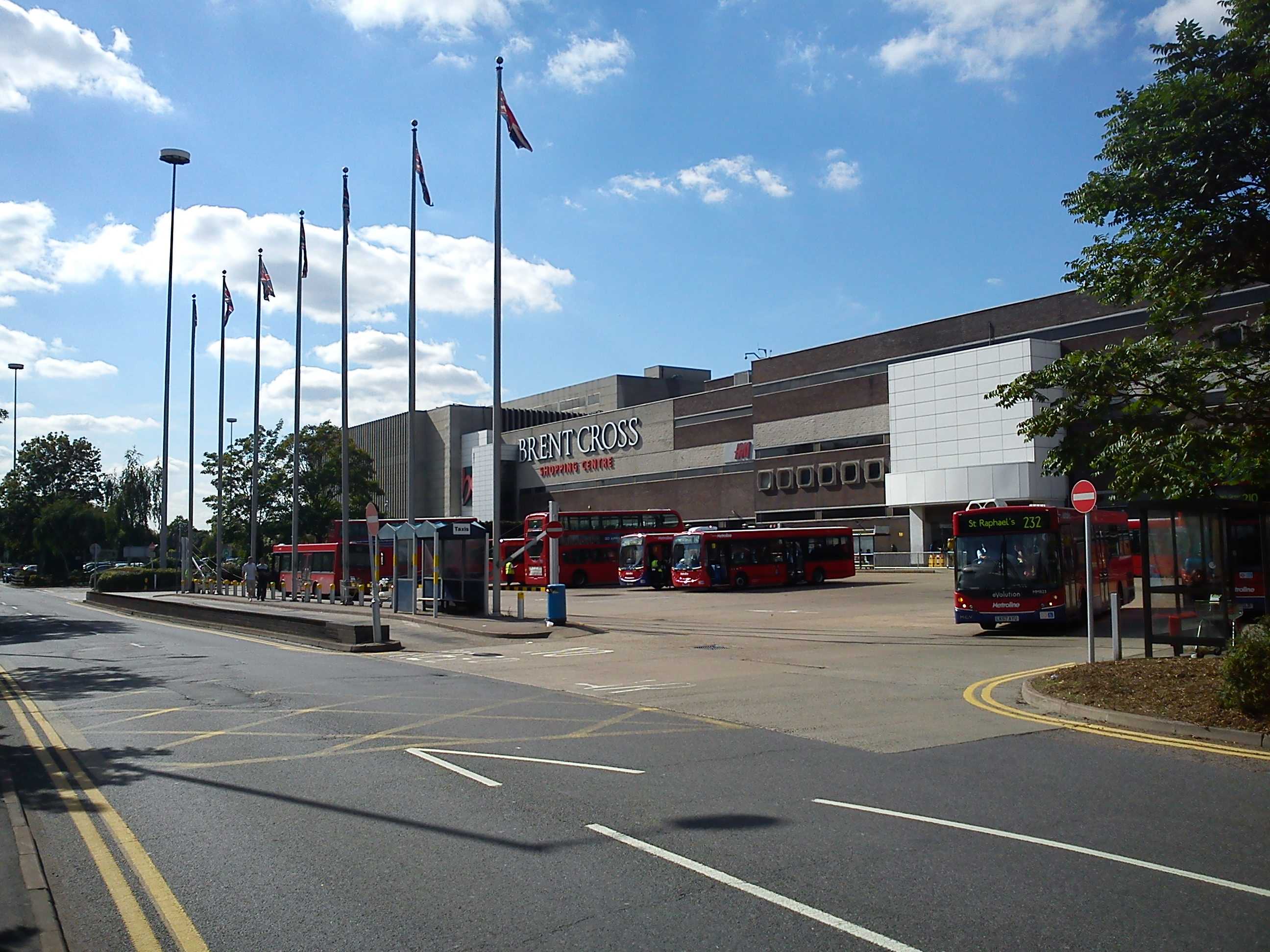
布倫特十字巴士總站

## 外部連結
- Brent Cross Cricklewood developers' website
- Area Regeneration plan
- Brent Cross shopping centre （页面存档备份，存于）
- Further information on Brent Cross Shopping Centre （页面存档备份，存于）